# 耶穌基督後期聖徒教會教育系統
耶稣基督后期圣徒（LDS教会）教会教育系统（CES）由众多教育机构组成，为LDS和非LDS学生提供宗教和世俗的小学、中学和高等教育。2011年，大约有143个国家的700 000名学生在此项目中入学。 CES课程是独立的，与通过支会（地方教会）提供的宗教指导不同。

## 小学和中学教育
CES系统在墨西哥和太平洋岛国开设小学和中学。这些学校依靠志愿者运作。

## 高等教育
CES系统的高等教育机构包括杨百翰大学（Brigham Young University）、杨百翰大学爱达荷分校、杨百翰大学夏威夷分校和少尉学院，还包括一个高等教育组织，杨百翰大学全球路径（BYU–Pathway Worldwide）。

### 分校区
- 杨百翰大学盐湖城中心（BYU Salt Lake Center）- 犹他州盐湖城
- 杨百翰大学耶路撒冷中心（BYU Jerusalem Center）- 以色列耶路撒冷
- 杨百翰大学巴洛中心（BYU Barlow Center）- 华盛顿哥伦比亚特区
- 杨百翰大学伦敦中心（BYU London Centre）- 英国伦敦